# Phénoménologie sociologique

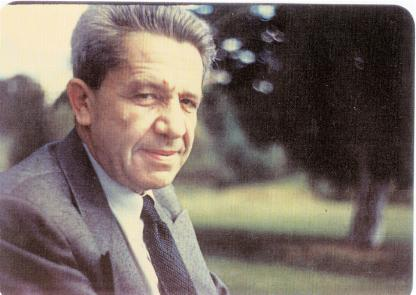
Alfred Schütz

La phénoménologie sociologique ou encore sociologie phénoménologique, est une approche en recherche qui porte l'accent sur l'expérience intersubjective, en tant qu'élément significatif dans la compréhension de l'action sociale en sciences sociales et qui a été apportée par le sociologue autrichien Alfred Schütz.

## Historique

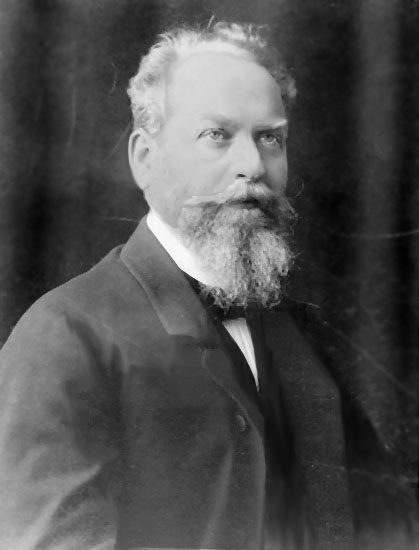
Edmund Husserl, le philosophe ayant influencé le travail de Schutz

La volonté d'Alfred Schutz de relier la pensée d'Edmund Husserl aux sciences sociales l'a mené à proposer une phénoménologie sociologique, inspirée de la sociologie weberienne. Après sa fuite de l'Autriche d'Hitler et son émigration aux États-Unis en 1939, il a développé une approche marquée notamment par le pragmatisme américain et l'empirisme logique. Sa phénoménologie a influencé divers courants en sociologie dont l'ethnométhodologie de Harold Garfinkel, l'analyse conversationnelle, l'interactionnisme symbolique de George Herbert Mead.
Bien que Schütz reprenne de nombreux éléments de la sociologie wéberienne, les critiques qu'il formule concernant la conceptualisation wéberienne du sens donné par l'acteur à son action sociale le poussent à développer sa propre théorie du sens et de l'action, inspirée par Husserl et Bergson.

La phénoménologie de Schütz influence le constructivisme social. En 1964, lors de l'analyse de la construction sociale de la réalité conjugale, Peter Berger et Hansfried Kellner ont fait une démonstration devenue classique de la pertinence de l'usage d'une approche phénoménologique : 

« Selon leur analyse, le mariage rassemble deux individus, chacun venant de mondes sociaux différents, et il les met si près l'un de l'autre que le monde social de chacun est mis en communication avec l'autre. De ces deux réalités différentes émerge une réalité conjugale, qui devient alors le contexte social principal à partir duquel ces individus s'engagent dans des interactions sociales et fonctionnent dans la société. Le mariage offre une nouvelle réalité sociale aux gens, qui prend forme principalement lors de conversations entre conjoints, en privé. Leur nouvelle réalité sociale est également renforcée par l’interaction du couple avec d’autres personnes en dehors du mariage. Au fil du temps, une nouvelle réalité conjugale émergera et contribuera à la formation de nouveaux mondes sociaux dans lesquels chaque conjoint fonctionnerait. »

Niklas Luhmann, fondateur de la théorie des systèmes sociaux, sera lui aussi influencé par la phénoménologie sociologique, 
Dans les approches sociologiques plus récentes, l'interactionnisme structural apparait aussi fortement influencée par la phénoménologie sociologique de Schütz,,, ce que mentionne Harrison White lui-même.

## Conceptualisations

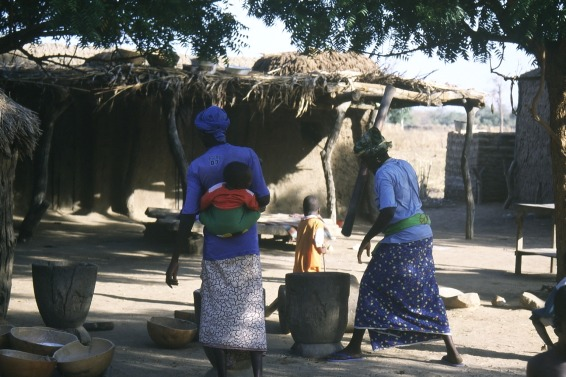
Scène de vie au Mali.

Selon Alfred Schütz, les perceptions qu'ont les gens en matière d'expérience sociale varient selon le point de vue, le contexte et la position de chacun. Il postule que les gens sont les experts de leurs propres vies quotidiennes, que le sens commun leur est utile et efficace et qu'ils sont peu portés à remettre en question leurs présupposés et l'idée que le monde social leur apparaît comme étant d'emblée organisé, comme « allant de soi » : 

« Le sens de notre expérience du monde social change selon le niveau du monde (ou point de vue) où nous nous plaçons. Chaque niveau est doublement défini : d’abord, par les présuppositions qui lui appartiennent et, ensuite, par les présupposés des autres niveaux, auxquels il est lié et qu’il remet en question. Dans notre vie quotidienne, qui sert de référence à tous les autres niveaux, nous trouvons le monde social déjà fait et organisé autour de nous. Dans la mesure où nous y agissons, nous ne l’interrogeons pas: c'est là l'attitude naturelle. »

Chacun agit alors pour son intérêt pratique et selon la perspective qu'il tire de sa propre expérience de la vie quotidienne. L'approximation, la vraisemblance et des connaissances paraissant valides pour mener sa vie quotidienne sont recherchées par les acteurs sociaux.

L'action sociale est conceptualisée dans cette approche comme étant un processus de conduites intentionnelles visant un objectif. Le processus de décision qui lui est inhérent intervient par sélection d'une parmi divers possibilités, grâce aux connaissance dont dispose l'acteur. Les gens ont des visées vers l'avenir, qui les font agir par anticipation ou par référence à leurs expériences passées : 

« Parce que nous vivons dans le processus qu’est l’action et que nous l’ajustons selon notre intention de réaliser un certain état des choses, nous seuls en connaissons le sens. Et de ce que l’action se termine, ou du moins que des phases du processus passent, se sédimentent et s’ajoutent aux autres actes, nous pouvons revenir sur elles et devenir observateurs de notre propre personne. »

### Types de connaissances
La sociologie que propose Schütz différencie la connaissance scientifique du monde social, propre au sociologue, de la connaissance ordinaire de ce dernier, sur laquelle elle prend appui. Le chercheur en sciences sociales n'analyse pas le social de la même façon que l’acteur qui prend directement part à l’action sociale observée parce qu'ils n'ont pas les mêmes motivations : 

### Compréhension du monde
Les expériences sociales, qui consistent à trouver que le monde (social) auquel chacun se sent appartenir « va de soi », est un des types d'expérience vécue, selon Schütz. Ce sont des représentations qui ont résisté à l’épreuve du temps, des opinions, de croyances ou des hypothèses au sujet du monde qui sont partagées au sein d'un groupe social donné. Ces perceptions partagées, fondées sur des expériences de vécu quotidien, apparaissent comme données, c'est-à-dire allant de soi et confirmées. Elles renvoient à un ensemble d’expériences et de sens similaires rendant compréhensible le monde. 
Cependant, il existe aussi les expériences individuelles qui sont uniques à chaque personne et qui peuvent les éloigner plus ou moins des autres, par le décalage de sens qu'elles produisent.
L'action sociale repose alors sur un processus de délibération, entre un schéma du monde pris d'emblée pour allant de soi (qui est le cadre général des possibilités connues) et la situation subjective de chacun. Par exemple, une personne peut se dire qu'une action donnée, entreprise dans le passé, ayant porté fruit, peut suivre un chemin similaire si elle est réitérée.  Il se produit une forme d'anticipation des résultats de l'action.  Ce processus de réorientation de l'action est constant, impliquant que l'acte final n'est pas choisi au départ.
Les actes accomplis ainsi que les possibilités qu'entrevoient l'acteur social doivent ainsi s'analyser rétrospectivement. L'analyse des possibilités est compliquée par un système complexe de relations « à un système préalablement choisi de projets connectés d’un ordre supérieur ».

Dans cette approche, les acteurs se situent sur divers niveaux de la vie sociale, et ils donnent du sens à chacun de ces niveaux. Du point de vue individuel, c'est le schéma conceptuel du monde, tel que chaque personne le construit, et la situation biographique qui influent sur les possibilités en termes d'action : 

« Vivre à la fois sur plusieurs niveaux du monde social signifie, pour prendre un exemple, que les intérêts de notre vie en tant que chercheurs peuvent entrer en conflit avec ceux de notre vie familiale. »

La perception de ce qui influe sur les possibilités d'action n'est possible qu'après coup, car celle-ci est liée à une certaine réflexion prenant en compte les résultats obtenus au préalable : 

« Sur le coup, l’action est référence à deux idéalités : celle de l’« et ainsi de suite », où ce qui est valide jusqu’à présent ne pourra que l’être encore à l’avenir ; et celle du « je peux le refaire », où il y a anticipation de la possibilité d’agir avec succès en suivant l’exemple des actes passés. »

Les groupes sociaux déterminent, notamment par des effets de culture, ce qui, allant de soi, ne peut être remis en question, ce qui peut être questionné et ce qui est vu comme étant résolu. Cela implique que la connaissance est davantage sociale qu'individuelle, à l'image de recettes validées et éprouvées servant à résoudre des problèmes de la vie quotidienne. Selon cette approche, ces conceptions socialement partagées permettent l'accord et la compréhension mutuelle.

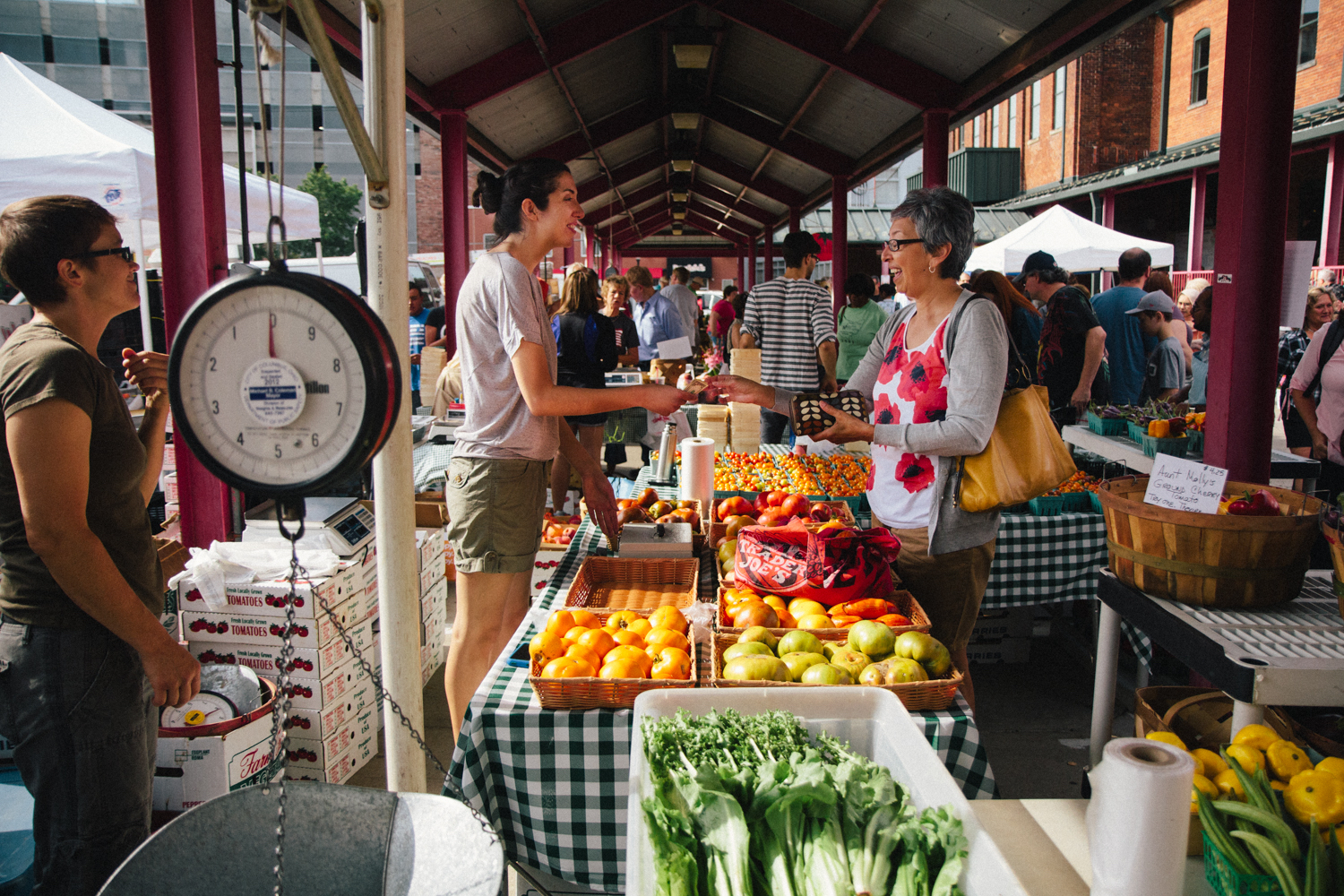
Un échange marchant typique de certaines cultures.

Les acteurs sociaux interagissent face à des situations souvent courantes et leurs actions sont alors motivées en bonne partie par ce qu'ils connaissent de la situation en termes de façons d'agir. Cependant, si la situation est nouvelle ou atypique, les schémas établis ne permettent plus aussi efficacement d'agir, mais serviront de matériel où puiser de quoi appuyer l'action à entreprendre. Lors des situations atypiques, les tentatives de résoudre le problème créent un nouveau type d'action sociale : « toute typification est relative à un problème quelconque ».
Toutefois, ce qui est pris pour « allant de soi » peut être remis en question si, pour une raison ou pour une autre ce qui allait de soi ne va plus de soi, par exemple s'il survient un problème.

### Compréhension d'autrui
Bien qu'une conception du monde puisse être socialement partagée à travers un groupe social donné, il existe un décalage entre la compréhension et les signifiants de chacun qui est tel que personne ne perçoit les réalités sociales exactement de la même façon. Schütz considère que les différentes situations biographiques rendent la compréhension plus ou moins difficile lors des interactions sociales et ce, selon la proximité culturelle que présentent deux sujets.

## Méthodologie
Dans cette approche, le sociologue construit un « observateur » théoriquement constitué, tel un idéal-type qui agirait dans des situations données. Schütz se concentre dans ses analyses sur quelques types d'acteurs sociaux : l'étranger, le musicien, le savant, etc. Le recours à des rôles sociaux limite l'analyse à un seul niveau d'action sociale, ce qui nécessite d'avoir recours à d'autres idéaux-types, selon le niveau d'analyse. Par exemple, l'idéal-type du chercheur ne permet que de considérer les actions dans le cadre de la recherche : puisque « leur perspective est celle du chercheur qui règle leur destinée et décide du travail limité qu’elles accompliront, elles n’obéissent donc pas à l’intérêt pratique qui règle la vie quotidienne, mais au problème examiné par le chercheur ».